# Пріоритет автобуса
Пріоритет автобуса чи транзитний сигнал пріоритету (англ. TSP) — назва різноманітних прийомів для покращення обслуговування та зменшення затримки для громадського транспорту на перехрестях (або вузлах), керованих світлофорами.
За стратегіями системи, які забезпечують цей пріоритет, поділяються на пасивні та активні.
Пасивна стратегія працює незалежно від того чи є потоці автобус. При цій стратегії тривалість зеленого сигналу світлофора збільшена для напрямків, якими рухається громадський транспорт. Недоліком цієї стратегії є те, що збільшується затримка для транспортних засобів, що рухаються іншими напрямками.
При активній стратегії відбувається виявлення автобуса і після цього відбувається зміна сигналів світлофорів. Якщо автобус виявлений при зеленому сигналі світлофора, то відбувається його продовження, щоб автобус міг без зупинок його проїхати. Якщо автобус виявлений наприкінці червоного сигналу, то зелений вмикається раніше. Якщо автобус виявлений у середині червоного періоду сигналу світлофора, то вставляється фаза для проїзду автобуса і після цього робота світлофора повертається до нормальної роботи.
Трамваї та тролейбуси при наближенні до перехрестя зменшують швидкість, їх довжина може бути більшою, тому вони потребують більшу тривалість сигналу на проїзд світлофора. 
На регулювання сигналів світлофорів велике значення має наявність пішохідних переходів, тривалість зеленого сигналу для пішоходів суттєво відрізняється від сигналу для транспортних засобів.